# Епизода у животу берача гвожђа (филм)
Епизода у животу берача гвожђа је босанскохерцеговачки филм снимљен 2013. године у режији Даниса Тановића, који је уједно написао и сценарио. Филм описује истинити догађај с краја 2011. године када је једној жени из ромске породице у средишњој Босни, због недостатка здравственог осигурања, одбијена лекарска помоћ. Филм је снимљен за свега неколико дана, а буџет је био 17.000 евра.
Премијерно је приказан фебруара 2013. године на Берлинском филмском фестивалу на коме је филм добио награде „Сребрни медвед” за најбољег глумца и Гран при за најбољи филм по мишљењу жирија.

## Кратак садржај
У фокусу приче је четворочлана ромска породица која глуми саму себе. Назиф издржава породицу сакупљајући старо гвожђе. У ситуацији када је његовој супрузи, Сенади, која има спонтани побачај, одбијена лекарска помоћ јер нема здравствено осигурање, Назиф ради све што је у његовој моћи како би јој спасао живот.

## Улоге
| Глумац            | Улога  |
| ----------------- | ------ |
| Назиф Мујић       | Назиф  |
| Сенада Алимановић | Сенада |
| Шемса Мујић       | Шемса  |
| Сандра Мујић      | Сандра |

## Награде
- Сребрни медвед за најбољу мушку улогу — Берлински филмски фестивал(2013)
- Сребрни медвед, Гран при жирија — Берлински филмски фестивал(2013)
- Награда екуменског жирија — Берлински филмски фестивал(2013)
- Специјална награда жирија — Међународни филмски фестивал у Истанбулу(2013)
- Награда „У духу за слободу” — Филмски фестивал у Јерусалиму (2013)[5]

## Живот породице Мујић након филма
Назиф и Сенада су у знак захвалности свог новорођеног сина назвали по Данису Тановићу јер је приказао проблеме са којима се Роми суочавају. Иако је породица доживела кратку славу, а Назиф добио посао у комуналном предузећу „Рад” у Тузли, породица је затражила азил у Немачкој. Због живота на рубу егзистенције, Назиф је био приморан продати награду „Сребрни медвед”. Преминуо је фебруара 2018. године од последица инфаркта, неколико дана након што је враћен из Немачке где није могао добити азил.